# إسماعيل الشمالي
إسماعيل الشمالي (أبو محمد; 1953 – 24 ديسمبر 2020) هو كاتبٌ وروائيٌ فلسطيني، كانت قد اعتقلته المخابرات السورية عام 1995 وحُكم عليه بالسجن مدى الحياة، حيث تنقل بين عددٍ من السجون السورية حتى وفاته في سجن السويداء المركزي، ويُعد أحد أقدم السجناء السياسيين في السجون السورية.

## حياته
وُلد إسماعيل أحمد إبراهيم الشمالي في خان يونس عام 1953، وهو لاجئٌ فلسطيني في سوريا، وكان يسكن في محافظة درعا. اعتقلته المخابرات السورية في عام 1995 على الحدود السورية، وحكمت عليه محكمة أمن الدولة العليا السورية بالسجن مدى الحياة بتهمة «حيازة أوراق ومعلومات سرية يجب أن تبقى طي الكتمان حرصًا على سلامة الدولة»، حيث قضى 21 عامًا في أفرع دمشق الأمنية، ثم 5 سنوات في سجن درعا المركزي، وتنقل بين سجن صيدنايا وسجن عدرا حتى نُقل إلى سجن السويداء المركزي. تذكر المصادر أنه يُعد أحد أقدم السجناء السياسيين في السجون السورية.
حسب صحيفة القدس العربي، فإنَّ «محكمة أمن الدولة قد حكمت على الشمالي سابقًا بالسجن المؤبد، وذلك بسبب تأليفه كتابًا يتحدث عن صدام حسين وحافظ الأسد، وتهمة حيازته وثائق تضر بأمن الدولة». وحسب أورينت نيوز «تعرض الكاتب الفلسطيني للتعذيب بشكل كبير خلال فترة اعتقاله وخاصة في سجن صيدنايا العسكري ذي الصيت السيئ، وقضى أربعة أعوام في زنزانة انفرادية في ذلك السجن، فضلا عن حرمانه من الزيارة لعشرة أعوام كاملة، ومع بداية الثورة السورية في حزيران 2011، انتقل إلى سجن عدرا بريف دمشق، وبعدها نقل أيضا إلى سجن السويداء المركزي والذي فارق الحياة فيه».

## وفاته
حسب رواية إدارة سجن السويداء المركزي، فإنَّ إسماعيل تُوفي في السجن بتاريخ 24 ديسمبر (كانون الأول) 2020؛ بسبب نوبةٍ قلبية أصابته. ولكنَّ أهله ذكروا أنه تُوفي بسبب إصابته بكوفيد-19 (مرض فيروس كورونا 2019). بينما ذكرت الشبكة السورية لحقوق الإنسان إنه تُوفي بسبب الإهمال الطبي داخل سجن السويداء المركزي، وتملك معلومات تؤكد ذلك.
شُيّع جثمانه في مدينة طفس (غرب درعا) بتاريخ 25 ديسمبر (كانون الأول) 2020 الموافق 10 جمادى الأولى 1442 هجريًا عن عمرٍ ناهز 67 عامًا.